# Dzielnica Wiedzy
Dzielnica Nauki, Dzielnica Wiedzy – zespół budynków jednostek naukowych zaplanowanych w pierwszej połowie XX wieku Warszawie na styku Ochoty, Mokotowa i Śródmieścia.

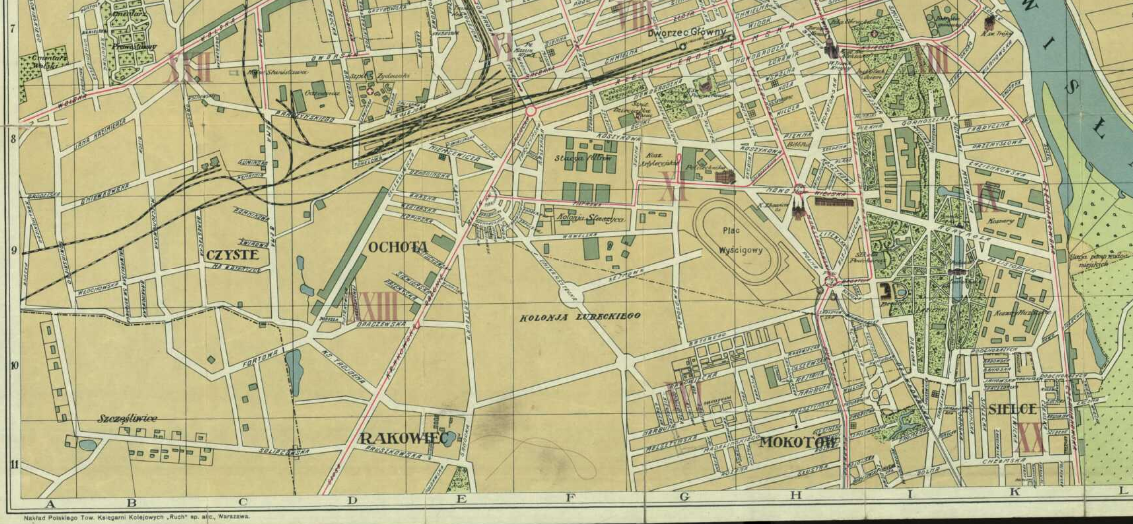
Mapa południowo-zachodniej części Warszawy z 1926 roku. Zaznaczona m.in. planowana ulica Uniwersytecka jako oś planowanej dzielnicy

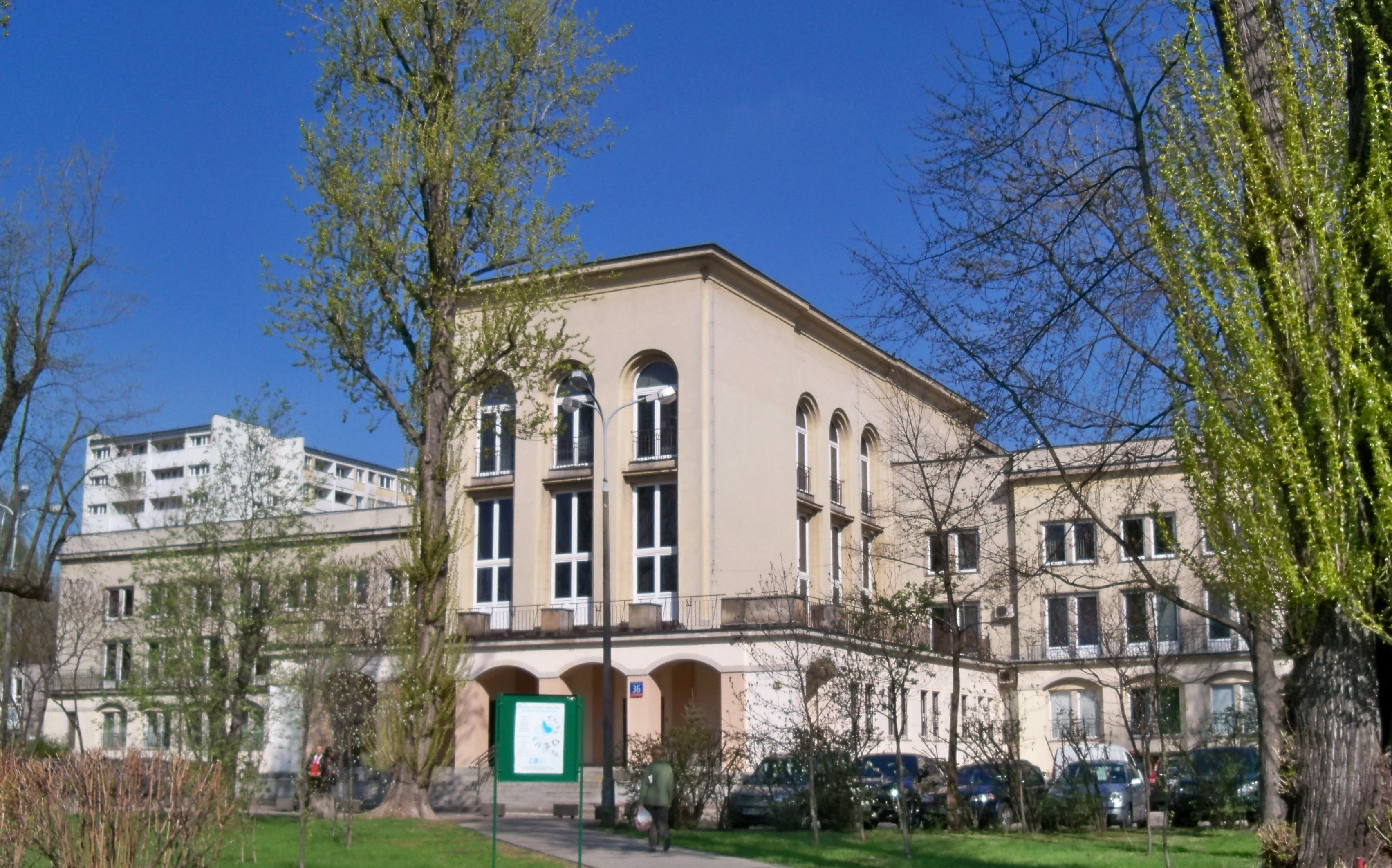
Instytut Biotechnologii Przemysłu Rolno-Spożywczego w Warszawie, ul. Rakowiecka 36

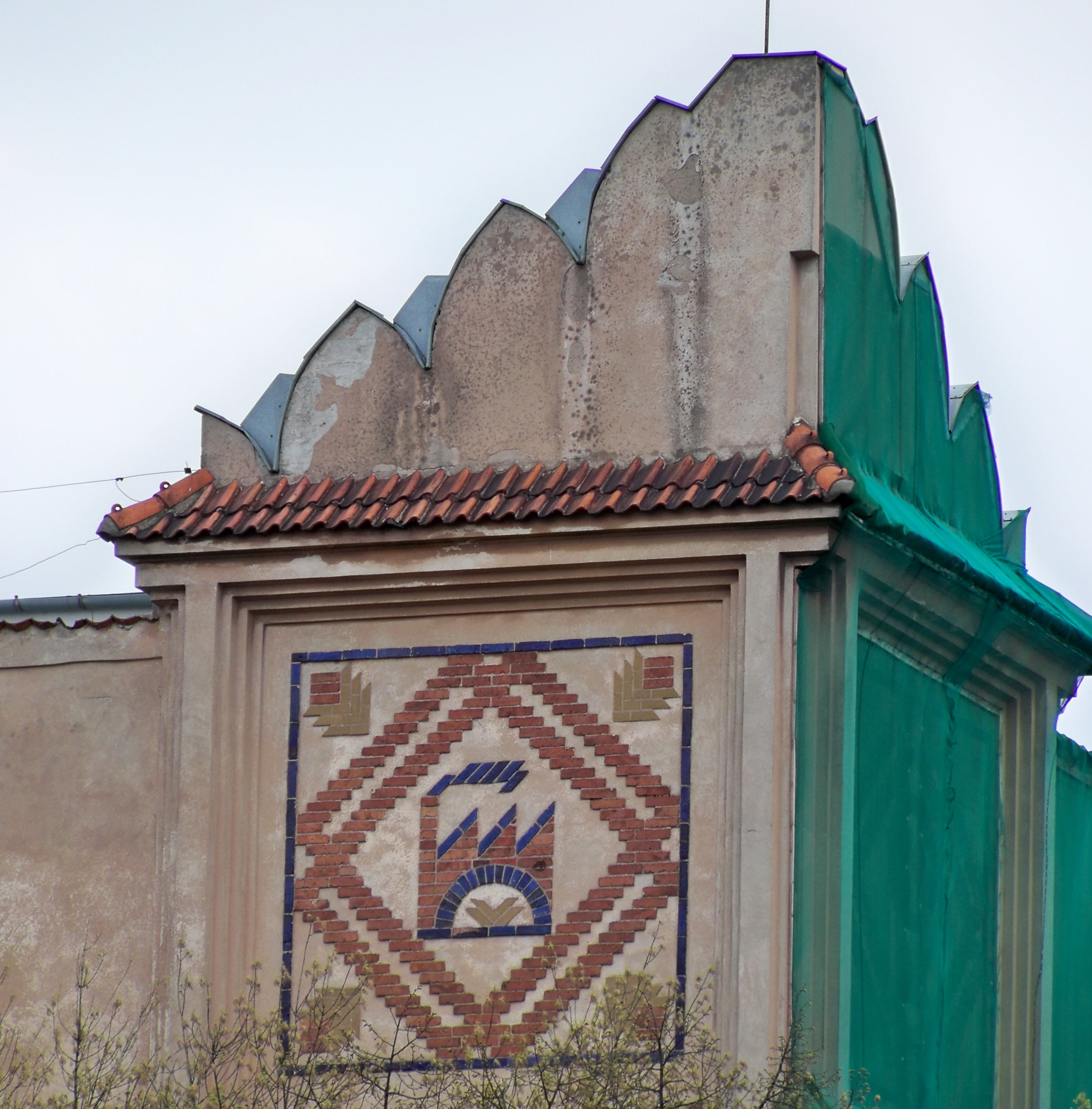
Mozaika pod attyką Zakładów Doświadczalnych Wyższej Szkoły Handlowej, ul. Rakowiecka 24

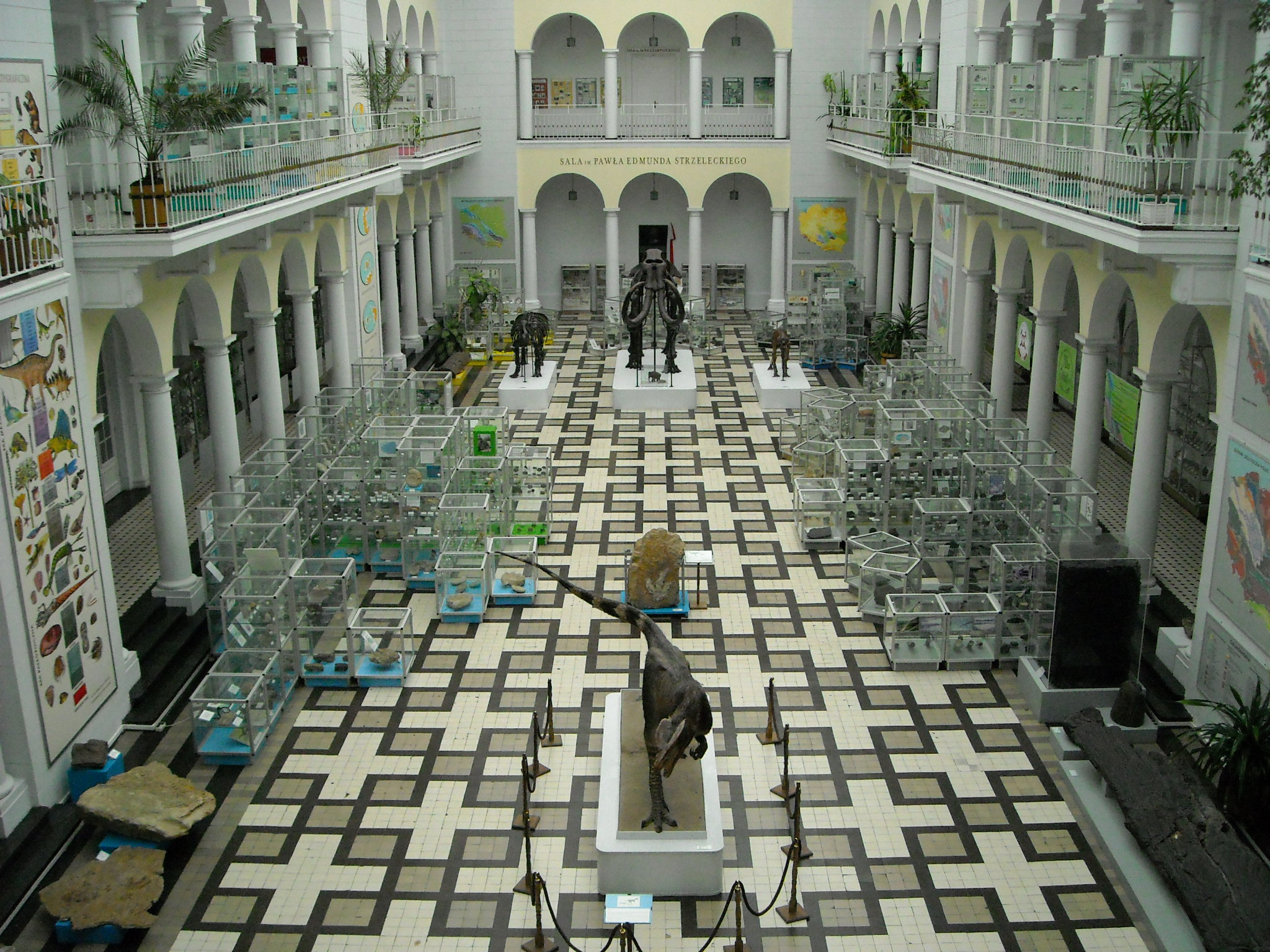
Sala im. E. Strzeleckiego w Muzeum Geologicznym Państwowego Instytutu Geologicznego–Państwowego Instytutu Badawczego, ul. Rakowiecka 4

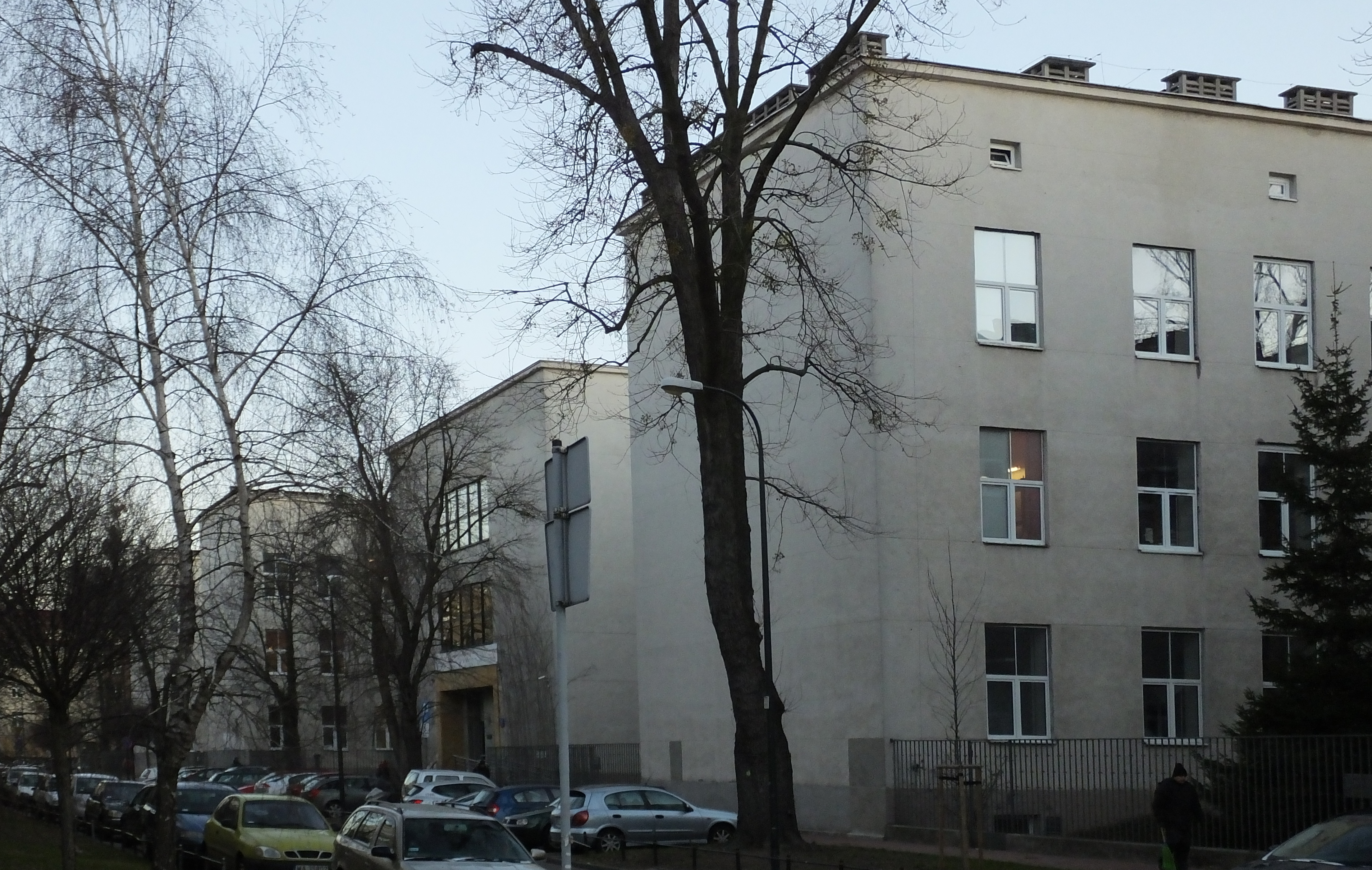
Gmach Chemii UW, jeden z najstarszych budynków Kampusu Ochota

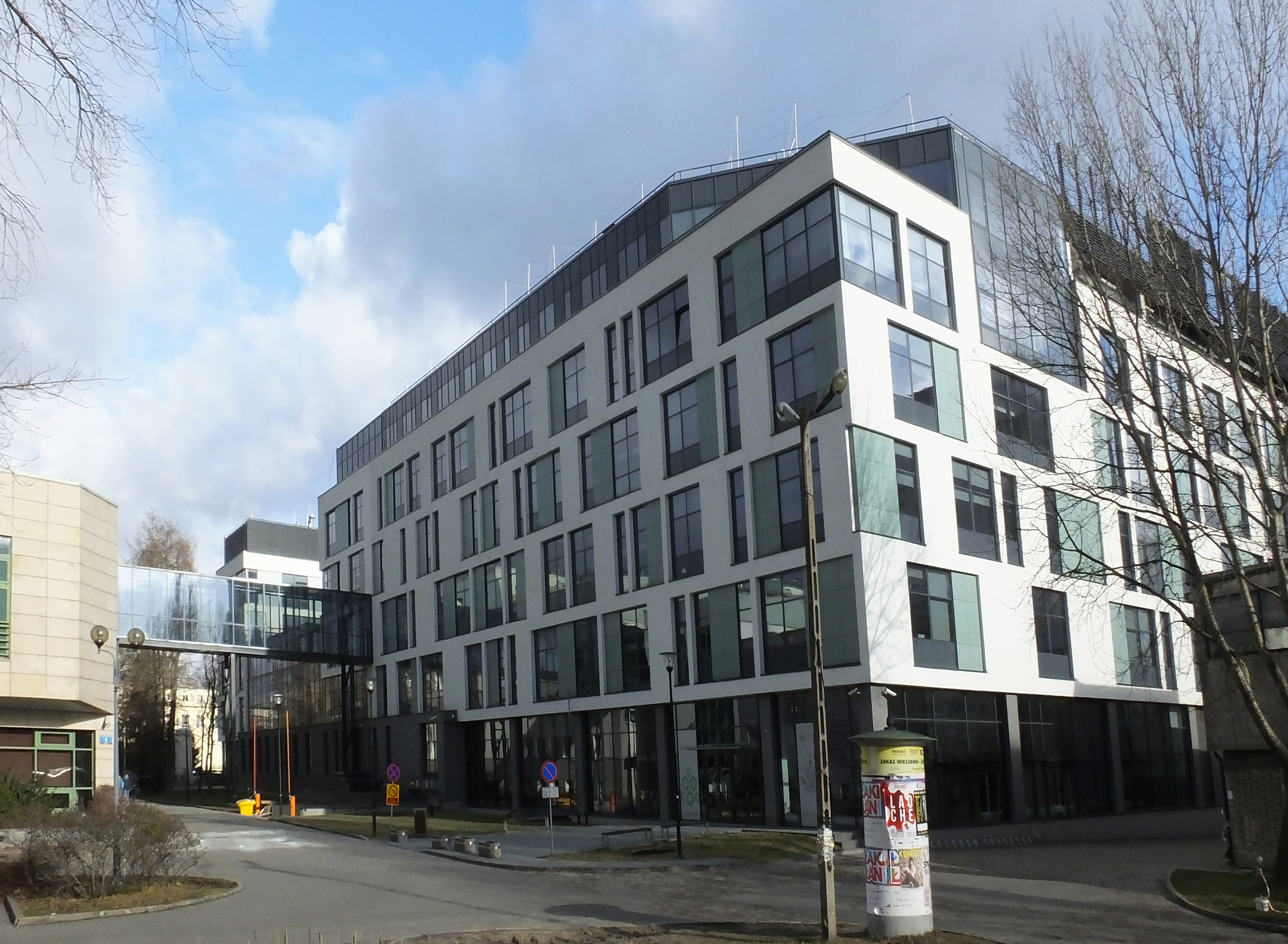
Centrum Nauk Biologiczno-Chemicznych Uniwersytetu Warszawskiego – jeden z dwudziestopierwszowiecznych budynków Kampusu Ochota

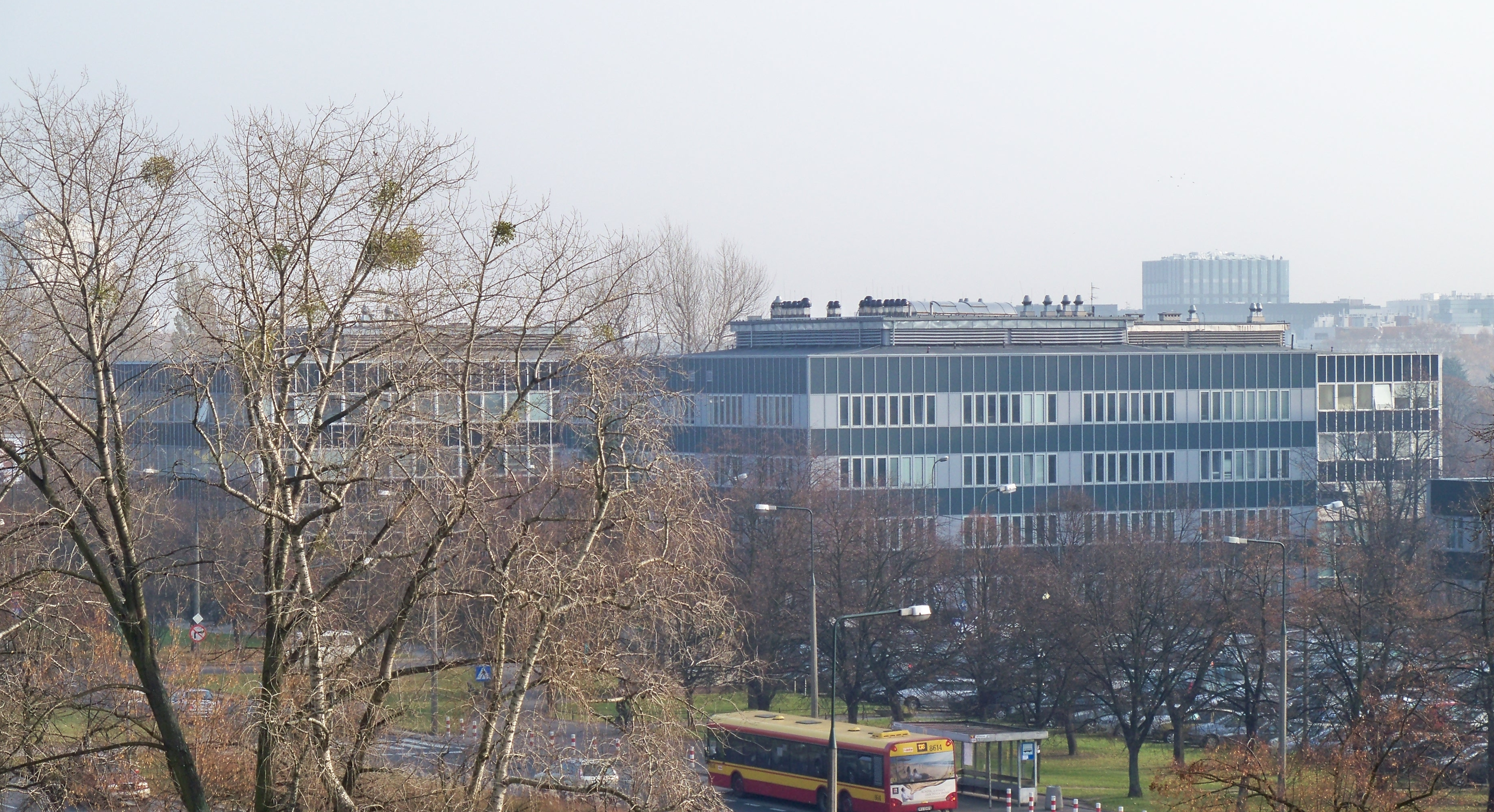
Wydział Farmaceutyczny WUM, na przełomie lat 60. i 70. uznany za Mistera Warszawy

## Pierwsze koncepcje
W XIX wieku na południowo-zachodnich obrzeżach Warszawy, na południe od Wałów Lubomirskiego, funkcjonowało Mokotowskie Wojenne Pole, rozległy otwarty obszar służący do ćwiczeń wojskowych (większy od późniejszego parku Pole Mokotowskie). W jego obrębie funkcjonowały w różnym czasie i lokalizacjach również garnizonowe ogrody, tory wyścigów konnych i lotnisko, czyli obiekty wymagające terenu mało zabudowanego i mało zadrzewionego. W związku z tym po odzyskaniu niepodległości i przejęciu gruntów przez władze miasta i państwa był to obszar, dla którego kreślono wiele planów urbanistycznych zakładających rozwój miasta zarówno jako miejsca zamieszkania, jak i stolicy z reprezentacyjnymi ośrodkami i centralnymi urzędami. Po rozszerzeniu Warszawy w 1916 jeden z planów jej rozwoju, przygotowany przez Koło Architektów pod kierunkiem Tadeusza Tołwińskiego, przewidywał powstanie Dzielnicy Nauki na południe od Alej Jerozolimskich, z główną arterią biegnącą w podobnym miejscu, co późniejsza Trasa Łazienkowska. Byłoby to przedłużenie zespołu zabudowań Politechniki Warszawskiej. W dwudziestoleciu międzywojennym pomysły te zmodyfikowano, a dzielnica ta miała mieć charakter również administracyjny (główna arteria, biegnąca w tym samym miejscu miała nazywać się aleją Sejmową). Kolejne wersje przewidywały utworzenie na terenie komisariatu XVI Warszawy dzielnicy Piłsudskiego, ale zwykle z tych planów realizowano jedynie niektóre elementy, nie zachowując pełnej spójności, a ostatecznie zostały unicestwione wybuchem II wojny światowej. Naturalnym przedłużeniem dzielnicy akademickiej było planowane przeniesienie Wyższej Szkoły Handlowej w rejon dawnego Szpitala Mokotowskiego na południe od kampusu politechniki, jednak ostatecznie teren ten przyznano wojsku, które rozszerzyło dawny szpital w wojskowy 1 Szpital Okręgowy. Jeszcze w latach 50. XX wieku miał on zostać przekazany innej jednostce akademickiej – Akademii Medycznej, ale to nie nastąpiło, a budynek stał się siedzibą Ministerstwa Obrony Narodowej. 

## Dzielnica Nauki
Jednym z pierwszych zaplanowanych (1920) budynków dzielnicy nauki był gmach Instytutu Geologicznego przy ulicy Rakowieckiej 4 z fasadą w stronę ulicy Batorego stojący wzdłuż ulicy Wiśniowej. Na zachód od tego kompleksu pod koniec lat 30. wybudowano gmach dla Centralnej Biblioteki Wojskowej, który po wojnie zajął Sztab Generalny Wojska Polskiego. Jeszcze dalej na zachód wzdłuż ulicy Rakowieckiej zaplanowano zespół budynków Wyższej Szkoły Handlowej. Początkowo przedłużała się kwestia dzierżawy terenu, jako że była to uczelnia prywatna. Za to po pozwoleniu na budowę, wykonano ją szybko, właśnie dzięki prywatnemu kapitałowi. Jednym z pierwszych budynków była biblioteka, uznawana wówczas za jedną z najnowocześniejszych. Gmach główny udało się wybudować dopiero w latach 50., uznając projekt za socrealistyczny. Z pierwotnie planowanej działki WSH otrzymała połowę, a na drugiej powstały budynki Szkoły Głównej Gospodarstwa Wiejskiego. Pierwsze projekty przygotowane przez zespół Tadeusza Zielińskiego powstały w 1923. Zgodnie z nimi główny budynek został ustawiony ukośnie względem ulicy Rakowieckiej, aby jego fasada była wystawiona równolegle do planowanego przedłużenia ulicy Uniwersyteckiej. Ulica ta miała być jedną z osi Dzielnicy Nauki, sięgając od placu Narutowicza w głąb Mokotowa. Pod koniec lat trzydziestych wybudowano kolejny budynek tego kompleksu, który nie zdążył być wykorzystany zgodnie z przeznaczeniem, a stałymi użytkownikami stały się okupacyjne wojska niemieckie. Kolejny budynek zbudowano na początku lat 50. XX wieku. 

## Dzielnica Wiedzy
W ramach planów odbudowy, a następnie przebudowy Warszawy po zniszczeniach wojennych Biuro Odbudowy Stolicy również zaproponowało skupienie budynków pełniących podobne funkcje. Takie skupienia były określane jako dzielnice, np. dzielnica ministerstw, której osią miała być ulica Wspólna czy Marszałkowska Dzielnica Mieszkaniowa. Jedną z takich dzielnic miała być Dzielnica Wiedzy w południowo-zachodniej części miasta, częściowo przejmująca charakter nieukończonej Dzielnicy Nauki. Po zarzuceniu planów zabudowy pozostałości Pola Mokotowskiego, miało ono być centralnym parkiem nowej dzielnicy. Jednocześnie kolejna zabudowa mieszkaniowa tego rejonu coraz bardziej zacierała jego jednolity charakter. Plany Dzielnicy Wiedzy opracowali Manuel Sanchez Arcas i Stanisław Płoski. Miała ona sięgać od ulicy Grójeckiej do Puławskiej. Północną granicą miała być ulica Wawelska, a południową księcia Trojdena i Rakowiecka, a jej obszar miał wynieść 50 hektarów. W dzielnicy tej już istniały budynki Instytutu Radowego wraz z gmachem Wydziału Chemii Uniwersytetu Warszawskiego, Akademii Nauk Politycznych (jako jedyna po północnej stronie ul. Wawelskiej) i budynki Dzielnicy Nauki wybudowane w latach 20. i 30. na północ od ulicy Rakowieckiej. Zaplanowano budowę kolejnych budynków Uniwersytetu Warszawskiego dla wydziałów matematyki i geologii. Nowe budynki w tej dzielnicy miały należeć też do muzeum zoologicznego oraz do Polskiej Akademii Nauk – dla instytutów biologii, chemii i fizyki. Największy kompleks zaplanowano dla Akademii Medycznej. Dominantą dzielnicy miał być wysoki budynek filii Biblioteki Uniwersyteckiej stojący przy centralnym placu otoczonym poza tym budynkami rektoratów. Oprócz budowli częścią kompleksu miały być ogrody i pola doświadczalne należące do SGGW i AM (ogród farmaceutyczny) otwarte dla mieszkańców. Część z planów udało się zrealizować zgodnie z założeniami. Niektóre budynki akademickie wybudowano na tym obszarze później w całkiem innym stylu, np. Kampus Banacha Akademii Medycznej, później Warszawskiego Uniwersytetu Medycznego. 
Zrealizowaną inwestycją planowanej Dzielnicy Wiedzy był gmach główny Szkoły Głównej Planowania i Statystyki, czyli kontynuatorki WSH. Jan Witkiewicz częściowo zmodyfikował swój przedwojenny projekt, otrzymując Nagrodę Państwową, a budynek ukończony w 1956 uznano za wzorcowy przykład socrealizmu. Udało się również rozbudować inną przedwojenną uczelnię – SGGW, przy czym zgodnie z pierwotnym planem Dzielnicy Wiedzy wybudowano pawilon III przeznaczony na rektorat. Pozostałe budynki wybudowano później z mniejszym rozmachem i nie są uznawane za wyróżniające się. Obok SGGW i SGPiS postawiono budynek jednostki o pokrewnym charakterze – Głównego Instytutu Przemysłu Rolnego i Spożywczego. Według planów Hipolita Rutkowskiego gmach ten miał mieć kubaturę 100 000 m³. Ostatecznie jednak projekt uznano za nie dość socrealistyczny i zrealizowano uproszczoną wersję. 
Rozwój dzielnicy akademickiej realizowano również po zachodniej stronie Pola Mokotowskiego. Przy ulicy Opaczewskiej, której wschodni odcinek przekształcono w ulicę Banacha, już przed wojną zbudowano gmach Wolnej Wszechnicy. Budynek ten przejęła Wojskowa Akademia Polityczna im. Feliksa Dzierżyńskiego, a w latach 50. został rozbudowany o nowe skrzydło od ulicy Pasteura, kilkadziesiąt lat później przejęte przez Uniwersytet Warszawski. Przy ulicy Pasteura już wtedy istniał również Gmach Chemii UW, a w jego sąsiedztwie Instytut Radowy. W ramach Dzielnicy Wiedzy w ich pobliżu umiejscowiono budynki Instytutu Biologii Doświadczalnej PAN.

## Kampus Ochota
W ramach planów dzielnic funkcjonalnych powstało stosunkowo niewiele budynków, natomiast na przydzielonych gruntach uczelnie i instytuty PAN wybudowały kolejne budynki. Pomiędzy ulicami Wawelską a księcia Trojdena oraz Grójecką a Żwirki i Wigury na przełomie XX i XXI wieku znalazły się budynki kilkunastu jednostek zajmujących się głównie naukami matematyczno-przyrodniczymi i medycznymi. Zespół ten jest określany jako Kampus Ochota. Jego częścią jest Kampus Ochota Uniwersytetu Warszawskiego. Według założeń polityki przestrzennej uniwersytetu z połowy lat 90. XX wieku kampus ten ma skupiać jednostki z zakresu nauk ścisłych i przyrodniczych, podczas gdy jednostki zajmujące się naukami humanistycznymi i społecznymi powinny zostać skupione na kampusie centralnym, a kampus Służew ma skupiać miejsca zakwaterowania, obiekty sportowe czy jednostki pozawydziałowe, co w kolejnych inwestycjach było jednak realizowane bez pełnej konsekwencji. Planowano wówczas znaczną rozbudowę kampusu centralnego, a nowa Dzielnica Uniwersytecka miała objąć znaczną część Powiśla i stać się warszawską „Dzielnicą Łacińską”. Kampus Ochota w 2017 roku tworzyły budynki Wydziału Biologii, Wydziału Chemii, Wydziału Fizyki, Wydziału Geologii, Wydziału Matematyki, Informatyki i Mechaniki, Centrum Nauk Biologiczno-Chemicznych, Centrum Nowych Technologii, Środowiskowego Laboratorium Ciężkich Jonów, Ośrodka Badań nad Migracjami, Centrum Sportu i Rekreacji, domów studenckich (nr 1 Muchomorek i nr 2 Żwirek). W tym czasie planowano tam również budowę budynku Wydziału Psychologii. Oprócz budynków UW w skład Kampusu Ochota wchodzą budynki instytutów PAN tworzące od 2008 Konsorcjum  Biocentrum Ochota Polskiej Akademii Nauk: Instytut Biochemii i Biofizyki, Instytut Biocybernetyki i Inżynierii Biomedycznej, Instytut Biologii Doświadczalnej, Instytut Medycyny Doświadczalnej i Klinicznej, Instytut Podstawowych Problemów Techniki i Międzynarodowy Instytut Biologii Molekularnej i Komórkowej (niezależny od PAN). W budynku IBB PAN mieści się również Instytut Genetyki i Biotechnologii Wydziału Biologii UW. 
Na terenie pomiędzy uniwersyteckim Kampusem Ochota a większością budynków Biocentrum Ochota znajduje się Kampus Banacha Warszawskiego Uniwersytetu Medycznego. Centrum zespołu Akademii Medycznej było planowane w tym miejscu już w ramach Dzielnicy Wiedzy, ale nie zostało zrealizowane. Miasteczko medyczne zaczęto budować dopiero po 1965. W 1970 gmach Wydziału Farmaceutycznego wygrał w konkursie „Mister Warszawy”. W 2019 w skład kampusu wchodziły: rektorat, Centrum Dydaktyczne, Centrum Biblioteczno-Informacyjne, Centrum Sportowo-Rehabilitacyjne, budynek Farmacji, budynek ZIAM, budynek Centrum Badań Przedklinicznych i Technologii i kilka mniejszych jednostek umiejscowionych w budynkach przy ulicy Pawińskiego. Ponadto tworzą go dwa szpitale kliniczne:  Centralny Szpital Kliniczny i Dziecięcy Szpital Kliniczny.
Na północ od Kampusu Ochota, przy ulicy Akademickiej i Uniwersyteckiej, znajdują się domy studenckie Politechniki Warszawskiej, w tym Dom Studencki Akademik, z kolei Dom Studencki „Riviera” znajduje się za wschodnią granicą Pola Mokotowskiego.

## Budynki
W poniższej tabeli zebrane są budynki zbudowane w ramach realizacji planów Dzielnicy Nauki i Dzielnicy Wiedzy oraz do nich włączanych. Prawie wszystkie znalazły się warszawskiej gminnej ewidencji zabytków, a kilka w krajowym rejestrze zabytków. Nie zawiera ona związanych z tymi założeniami urbanistycznymi budynków powstałych później, tj. od lat 60. XX w.
| Budynek                                         | Adres                                             | Lata budowy | Architekt                                                                       | Obecny użytkownik (2019)                                               | Status dobra kultury                                                                             | Identyfikator gminnej ewidencji zabytków |
| Instytut Geologiczny (budynek A)                | Rakowiecka 4                                      | 1949-1955   | Marek Leykam, Stanisław Zaleski, Czesław Witold Krassowski                      | Państwowy Instytut Geologiczny                                         | Gminna ewidencja zabytków (2012-07-24)                                                           | MOK04185                                 |
| Instytut Geologiczny (budynek B)                | Rakowiecka 4                                      | 1924-1936   | Marian Lalewicz                                                                 | Państwowy Instytut Geologiczny                                         | Rejestr zabytków, 877, 1974-11-20                                                                | MOK04167                                 |
| Instytut Geologiczny (budynek C)                | Rakowiecka 4                                      | 1924-1936   | Marian Lalewicz                                                                 | Państwowy Instytut Geologiczny                                         | Rejestr zabytków, 877, 1974-11-20                                                                | MOK04166                                 |
| Wyższa Szkoła Handlowa – gmach główny           | al. Niepodległości 162                            | 1951-1953   | Stefan Putowski, Jan Witkiewicz                                                 | Szkoła Główna Handlowa                                                 | Rejestr zabytków (Zespół budynków Wyższej Szkoły Handlowej (wraz z otoczeniem A-911, 2008-07-01) | MOK04461                                 |
| Wyższa Szkoła Handlowa – biblioteka             | Rakowiecka 22B                                    | 1924-1935   | Jan Koszczyc-Witkiewicz                                                         | Szkoła Główna Handlowa                                                 | Rejestr zabytków (Zespół budynków Wyższej Szkoły Handlowej (wraz z otoczeniem A-911, 2008-07-01) | MOK04463                                 |
| Wyższa Szkoła Handlowa – dom profesorski        | Rakowiecka 22C                                    | 1924-1935   | Jan Koszczyc-Witkiewicz                                                         | Szkoła Główna Handlowa                                                 | Rejestr zabytków (Zespół budynków Wyższej Szkoły Handlowej (wraz z otoczeniem A-911, 2008-07-01) | MOK24644                                 |
| Wyższa Szkoła Handlowa – dom                    | Rakowiecka 22A                                    | 1951-1953   | Jan Koszczyc-Witkiewicz                                                         | Szkoła Główna Handlowa                                                 | Rejestr zabytków (Zespół budynków Wyższej Szkoły Handlowej (wraz z otoczeniem A-911, 2008-07-01) | MOK24643                                 |
| Wyższa Szkoła Handlowa – dom                    | Rakowiecka 22                                     | 1951-1953   | Jan Koszczyc-Witkiewicz                                                         | Szkoła Główna Handlowa                                                 | Rejestr zabytków (Zespół budynków Wyższej Szkoły Handlowej (wraz z otoczeniem A-911, 2008-07-01) | MOK24642                                 |
| Park SGGW                                       | al. Niepodległości; G. Bruna; Rakowiecka          | Lata 20.    |                                                                                 |                                                                        | Gminna ewidencja zabytków (2014-06-09)                                                           | MOK34051                                 |
| Zespół Instytutu Radowego - park szpitalny      | Wawelska 15; Wawelska 15B; Skłodowskiej-Curie 15A | 1932        | Tadeusz Zieliński, Zygmunt Wóycicki                                             |                                                                        | Gminna ewidencja zabytków (2012-07-24)                                                           | OCH05517                                 |
| Park im. Marii Skłodowskiej-Curie               | Wawelska                                          | 1934-1935   |                                                                                 |                                                                        | Gminna ewidencja zabytków (2012-07-24)                                                           | OCH05154                                 |
| SGGW - pawilon III - rektorat                   | Rakowiecka 26                                     | 1954-1955   | Jarosław Giryn                                                                  | Prokuratura Krajowa                                                    | Gminna ewidencja zabytków (2012-07-24)                                                           | MOK24646                                 |
| SGGW - pawilon II                               | Rakowiecka 28                                     | 1938        | Zygmunt Wóycicki                                                                |                                                                        | Gminna ewidencja zabytków (2012-07-24)                                                           | MOK24647                                 |
| SGGW - pawilon I - Gmach Chemii                 | Rakowiecka 30                                     | 1926-1933   | Tadeusz Zieliński, Zygmunt Wóycicki, Stefan Osterman, Maksymilian Bystydzieński | Krajowa Rada Sądownictwa                                               | Gminna ewidencja zabytków (2012-07-24)                                                           | MOK24650                                 |
|                                                 | Rakowiecka 32                                     | 1950-1959   |                                                                                 | Instytut Technologiczno-Przyrodniczy                                   | Gminna ewidencja zabytków (2012-07-24)                                                           | MOK34009                                 |
| Główny Instytut Przemysłu Rolnego i Spożywczego | Rakowiecka 36                                     | 1954-1955   | Hipolit Rutkowski                                                               | Instytut Biotechnologii Przemysłu Rolno-Spożywczego                    | Gminna ewidencja zabytków (2012-07-24)                                                           | MOK04460                                 |
| Uniwersytet Warszawski - Wydział Geologii       | Żwirki i Wigury 93                                | 1954-1960   |                                                                                 | Wydział Geologii Uniwersytetu Warszawskiego                            | Gminna ewidencja zabytków (2017-04-28)                                                           | OCH34309                                 |
| Wolna Wszechnica Polska                         | Banacha 2                                         | 1928-1929   |                                                                                 | Wojsko Polskie                                                         | Gminna ewidencja zabytków (2012-07-24)                                                           | OCH05014                                 |
| Wojskowa Akademia Polityczna                    | Banacha 2                                         | 1958        |                                                                                 | Wydział Matematyki, Informatyki i Mechaniki Uniwersytetu Warszawskiego | Gminna ewidencja zabytków (2012-07-24)                                                           | OCH05276                                 |
| Gmach Chemii (Instytut Radowy II)               | Pasteura 1                                        | 1935-1939   | Aleksander Bojemski                                                             | Wydział Chemii Uniwersytetu Warszawskiego                              | Gminna ewidencja zabytków (2012-07-24)                                                           | OCH05421                                 |
| Zespół Instytutu Radowego - Pracownia Fizyki    | Wawelska 15B                                      | 1925-1927   | Tadeusz Zieliński, Zygmunt Wóycicki                                             | Centrum Onkologii – Instytut im. Marii Skłodowskiej-Curie              | Gminna ewidencja zabytków (2012-07-24)                                                           | OCH05515                                 |
| Zespół Instytutu Radowego - budynek mieszkalny  | Wawelska 15B                                      | 1925-1927   | Tadeusz Zieliński, Zygmunt Wóycicki                                             | Centrum Onkologii – Instytut im. Marii Skłodowskiej-Curie              | Gminna ewidencja zabytków (2012-07-24)                                                           | OCH05516                                 |
| Zespół Instytutu Radowego - budynek główny      | Wawelska 15                                       | 1925-1927   | Tadeusz Zieliński, Zygmunt Wóycicki                                             | Centrum Onkologii – Instytut im. Marii Skłodowskiej-Curie              | Gminna ewidencja zabytków (2012-07-24)                                                           | OCH05423                                 |
| Główna Biblioteka Wojskowa                      | Rakowiecka 4A                                     | 1938-1939   | Stanisław Brukalski                                                             | Sztab Generalny Wojska Polskiego                                       | Rejestr zabytków (A-1383, 2017-04-27)                                                            | MOK24660                                 |
| Sztab Generalny Wojska Polskiego - budynek nr 2 | Rakowiecka 4A                                     | Lata 50.    |                                                                                 | Sztab Generalny Wojska Polskiego                                       | Gminna ewidencja zabytków (2018-04-17)                                                           | MOK34748                                 |
| Sztab Generalny Wojska Polskiego - budynek nr 3 | Rakowiecka 4A                                     | Lata 50.    |                                                                                 | Sztab Generalny Wojska Polskiego                                       | Gminna ewidencja zabytków (2018-04-17)                                                           | MOK34749                                 |
| Sztab Generalny Wojska Polskiego - budynek nr 4 | Rakowiecka 4A                                     | Lata 50.    |                                                                                 | Sztab Generalny Wojska Polskiego                                       | Gminna ewidencja zabytków (2018-04-17)                                                           | MOK34750                                 |
| Szkoła Nauk Politycznych                        | Wawelska 56/Reja 7                                | 1926-1933   | Romuald Gutt                                                                    | Krajowa Szkoła Administracji Publicznej                                | Gminna ewidencja zabytków (2012-07-24)                                                           | OCH05168                                 |
| Gmach Instytutu Biologii Doświadczalnej PAN     | Pasteura 3                                        | 1953-1954   | Maria Markiewiczowa                                                             | Instytut Biologii Doświadczalnej im. Marcelego Nenckiego PAN           | -                                                                                                | -                                        |